# Hiroki Itó
Hiroki Itó (japonsky 伊藤洋輝; * 12. května 1999) je japonský fotbalista, který hraje jako střední a levý obránce za Bayern Mnichov a japonskou reprezentaci. Hrál na Mistrovství světa ve fotbale 2022.

## Klubová kariéra

### Júbilo Iwata
V roce 2018 se stal hráčem A-týmu. Za klub debutoval v březnu 2018. V roce 2019 byl poslán na hostování do Nagoja Grampus.

### VfB Stuttgart
V červnu 2021 byl poslán na hostování do Stuttgartu, hrál v Regionalliga Südwest za B-tým. Trenér Pellegrino Matarazzo ho ale zařadil do A-týmu, za který nastoupil v zápase DFB-Pokalu proti Dynamu. Dne 26. listopadu vstřelil svůj první gól v Bundeslize, přispěl tak k výhře 2:1 nad Mohučí. Dne 20. května s klubem podepsal smlouvu do roku 2025.
V srpnu 2023 prodloužil smlouvu se Stuttgartem do června 2027. V sezóně 2023/24 dopomohl týmu k druhému místu v lize a postupu do Ligy mistrů.

### Bayern Mnichov
13. června 2024 podepsal smlouvu do roku 2028 s Bayernem Mnichov. V létě 2024 ale utrpěl zranění, kvůli kterému vynechal první polovinu sezóny 2024/2025. Za klub debutoval 12. února 2025 proti Celticu ve vyřazovací fázi Ligy mistrů. 23. února vstřelil gól v zápase proti Frankfurtu (výhra 4:0).